# 宮崎慎二
宮崎 慎二（みやざき しんじ、1956年10月7日 - ）は、日本の作曲家、編曲家。愛媛県松山市出身。イマジン所属。

## 人物
尚美ミュージックカレッジ専門学校で作曲を専攻。卒業後、アマチュア活動を経て、1983年より3年間薗広昭に師事。1989年より自らの音楽活動を開始する。主にアニメ音楽やアーティストの楽曲を手掛ける。息子は落語家の柳家わさび。
1990年代前半まで宮崎信治名義でも活動していた。

## 主な作品

### テレビアニメ
- 静かなるドン（トムス・エンタテインメント、1991）※宮崎信治名義
- ゴールFH（イメージ・ケイ、1994）
- ポケットモンスター（OLM、1997–）
  - ポケットモンスター
  - ポケットモンスター アドバンスジェネレーション
  - ポケットモンスター ダイヤモンド&パール
  - ポケットモンスター ベストウイッシュ
  - ポケットモンスター ベストウイッシュ シーズン2
  - ポケットモンスター ベストウイッシュ シーズン2 エピソードN
  - ポケットモンスター ベストウイッシュ シーズン2 デコロラアドベンチャー
  - ポケットモンスター XY
  - ポケットモンスター XY&Z
  - ポケットモンスター サン&ムーン
  - ポケットモンスター ※一部音楽・作曲
  - ポケットモンスター 遥かなる青い空
  - ポケットモンスター めざせポケモンマスター ※一部音楽・作曲
- おまかせ!みらくるキャット団（OLM、2015）
- 織田シナモン信長（スタジオ サインポスト、2020[1]）

### 劇場映画
- ドラえもん映画作品（シンエイ動画、1995–2004）
  - 2112年 ドラえもん誕生（1995）
  - ザ☆ドラえもんズ 怪盗ドラパン謎の挑戦状!（1997）※浜口史郎と共同
  - ザ☆ドラえもんズ ムシムシぴょんぴょん大作戦!（1998）
  - ザ☆ドラえもんズ おかしなお菓子なオカシナナ?（1999）
  - ザ☆ドラえもんズ ドキドキ機関車大爆走!（2000）
  - ドラミ&ドラえもんズ 宇宙ランド危機イッパツ!（2001）
  - ザ☆ドラえもんズ ゴール!ゴール!ゴール!!（2002）
  - ドラえもんアニバーサリー25（2004）
- 映画クレヨンしんちゃん（シンエイ動画、1996–2022）※荒川敏行と共同
  - ヘンダーランドの大冒険（1996）
  - 暗黒タマタマ大追跡（1997）
  - 電撃!ブタのヒヅメ大作戦（1998）
  - 嵐を呼ぶジャングル（2000）
  - 嵐を呼ぶ!夕陽のカスカベボーイズ（2004）
  - ガチンコ!逆襲のロボとーちゃん（2014）
  - 爆睡!ユメミーワールド大突撃（2016）
  - もののけニンジャ珍風伝（2022）
- 劇場版ポケットモンスター（OLM、1998–）
  - ミュウツーの逆襲 ※たなかひろかずと共同
  - 幻のポケモン ルギア爆誕 ※たなかひろかずと共同
  - 結晶塔の帝王 ENTEI
  - セレビィ 時を超えた遭遇
  - 水の都の護神 ラティアスとラティオス ※cobaと共同
  - 七夜の願い星 ジラーチ
  - 裂空の訪問者 デオキシス
  - ミュウと波導の勇者 ルカリオ
  - ポケモンレンジャーと蒼海の王子 マナフィ
  - ディアルガVSパルキアVSダークライ
  - ギラティナと氷空の花束 シェイミ
  - アルセウス 超克の時空へ
  - 幻影の覇者 ゾロアーク
  - ビクティニと白き英雄 レシラム
  - キュレムVS聖剣士ケルディオ
  - 神速のゲノセクト ミュウツー覚醒
  - 破壊の繭とディアンシー
  - 光輪の超魔神 フーパ
  - ボルケニオンと機巧のマギアナ
  - キミにきめた!
  - みんなの物語
  - ミュウツーの逆襲 EVOLUTION
  - 劇場版ポケットモンスター ココ ※岡崎体育・景山将太・石塚玲依・東大路憲太と共同

### 編曲
- あさみちゆき
  - あさがお
  - 鮨屋で…
  - おもいで写真館
  - 黄昏シネマ
  - 秋櫻の頃
  - 新橋二丁目七番地
  - 木枯らし一号~バラード編~
  - 愛染桜
- 石原詢子
  - 化粧なおし
  - すみだ川夜曲
- 北島三郎
  - 詠人（うたびと）
  - 未来
  - 約束の夏
  - 輝
  - 夢人（ゆめびと）
- 桂銀淑
  - 花のように鳥のように
- 島谷ひとみ
  - 大阪の女
- チェウニ
  - 最愛のひと
  - セピア色の雨
  - とまどいルージュ
  - メモリー・レイン
  - オリエンタル・ララバイ
  - 東京の枯葉-ニュー・バージョン-
  - 港のセレナーデ
- チェウニ＆前川清
  - スロー・グッドナイト
- 新沼謙治
  - 風まかせ夢まかせ
  - 流浪人
  - 飛行機雲
  - 盛川
  - 左官職人こね太郎
- 藤あや子
  - 寄りそい橋
  - 紅い糸
  - 心の襞
  - 浮雲ふたつ
  - 笑う月
  - 命の花よ
- 保科有里
  - 赤い爪
- 松原のぶえ
  - ほおづき
  - 惚れとったんや
  - あさきゆめみし
  - 雪割草
  - 蒼い月
  - 越前風舞い
  - 桜、散る海
  - 夢の星屑（かけら）
- 天外魔境 第四の黙示録
  - TVは何でも知っている
    - 歌：神代知衣、作詞：長山豊、作曲：笹川敏幸

  - むかしばなし
    - 歌：神代知衣、作詞：長山豊、作曲：笹川敏幸

## 受賞歴
- JASRAC賞国際賞（2001年度 - 2005年度まで5連覇）ポケットモンスターBGMによる